# Norman Wells
Norman Wells je malé město v kanadských Severozápadních teritoriích. Leží na severním břehu řeky Mackenzie a je správním centrem regionu Sahtu. V roce 2016 zde žilo 778 obyvatel. U města se nachází letiště, další možný přístup je po řece Mackenzie (lodí v letním období, po ledu v zimním). Nachází se zde ropné vrty společnosti Imperial Oil, přičemž drtivá většina zaměstnanců jsou údajně obyvatelé Norman Wells.